# ادمون شحاده
اِدمون الیاس شِحاده (۳ فوریه ۱۹۳۳ – ۱۷ دسامبر ۲۰۱۷) شاعر و نمایشنامه‌نویس فلسطینی بود. در شهر حیفا به دنیا آمد. وی پس از پایان دبیرستان در موسسات خصوصی تحصیلات تکمیلی را آموخت و کتابخانه‌ای در شهر ناصره در سال ۱۹۷۰ افتتاح کرد. از راه آن با نویسندگان و شاعران محلی آشنا شد. او یکی از اعضای مؤسس و عضو کمیتهٔ اجرایی انجمن نویسندگان عرب فلسطین بود و در برنامه‌های فرهنگی و ادبی مختلفی شرکت نمود. آثار خود ابتدا را در مجلات و ضمیمه‌های ادبی روزنامه‌های محلی، عربی و اروپایی منتشر کرد.

## زندگی و پیشه
او در ۳ فوریه ۱۹۳۳ در حیفا، ناحیهٔ لیدا، قیمومیت بریتانیا بر فلسطین، به دنیا آمد، پدرش الیاس حنا شحاده و مادرش نظیره بولس دیاب نام داشتند و خانواده‌ای مسیحی متوسط الحال از مهاجرین جنوب لبنان تشکیل می‌دادند. ادمون پنجمین فرزندشان بود که شمار آنان بعدها نه نفر شد. او در مؤسسات خصوصی تحصیل کرد و در سال ۱۹۳۶ به همراه خانواده اش در ناصره ساکن شد. او در آغاز متواضعانه زیست و بیست سال به کار نجاری پرداخت. سپس در شهر ناصره کتابخانه‌ای تأسیس کرد و در آنجا مشغول به کار شد. در سال ۱۹۵۰ از کالج ترانسانتا در ناصره فارغ‌التحصیل شد. او در سال ۱۹۷۰ کتابخانهٔ نوین (به عربی: المكتبة الحديثة) را در حیفا افتتاح کرد و مدیریت آن را بر عهده گرفت و مجلهٔ «المواکب الأدبیة» را منتشر کرد.افتتاح کتابخانهٔ مدرن برای فروش کتاب و لوازم التحریر در اوت ۱۹۷۰ نقطه عطفی در کار ادبی او بود، زیرا نویسندگان و شاعران شروع به رفت و آمد در آن کردند و رابطهٔ شحاده با بیشتر آنها تقویت شد تا اینکه او را تشویق کردند تا اولین مجموعه شعرش را در سال ۱۹۷۳ چاپ کند.

### در ادبیات
او در چندین دوره ادبی شرکت کرد و طی آن به فراگیری شاخه‌های مختلف ادبیات پرداخت. در اواسط دههٔ ۱۹۶۰ به عنوان یکی از اعضای گروه تئاتر مدرن شرکت کرد و در زمینه دکوراسیون و نورپردازی نیز به عنوان دستیار کارگردان مشغول به کار بود. او در طول فعالیت خود در تئاتر، مقالات انتقادی و تحلیلی را در مجلات و ضمیمه‌های روزنامه‌ها منتشر می‌کرد و نمایشنامه‌هایی را که عرضه می‌شد، نقد می‌کرد. شحاده به بسیاری از فعالیت‌های ادبی علاقه نشان داد و شعر، نمایشنامه، ترانه و رمان نوشت. نخستین مجموعهٔ شعری‌اش را در سال ۱۹۷۳ با عنوان تلاحم الوجوه والمعاني منتشر کرد. سال بعد نخستین مجموعه نمایشنامه‌هایش را، سور البلالين چاپ کرد. آثار او برنده جوایز بسیاری شده است و نمایشنامه‌های او روی صحنه رفته است. نبیه قاسم منتقد ادبی، شعر او را به ویژه به خاطر حفظ فضای آرام شعری و دوری از واژگان ابتذال ستود. شعر او با شاعران انقلابی فلسطینی تفاوت دارد. شحاده عضو مؤسس و عضو کمیتهٔ اجرایی انجمن نویسندگان عرب فلسطین بوده است. شحاده همچین عضو انجمن جهانی قلم بود. او در سال ۱۹۷۷ برندهٔ جایزه اول تولید تئاتر در حیفا، و جایزه تمام‌وقت ادبیات عرب از وزارت آموزش و پرورش و فرهنگ در سال ۱۹۸۹ و سپر خانهٔ فرهنگ عرب برای شاعران ملی در سال ۱۹۹۲ شد.

## درگذشت
ادمون شحاده در ۱۷ دسامبر ۲۰۱۷ در سن ۸۴ سالگی در ناصره درگذشت. پیکرش از کلیسای مارونی شهر ناصره به سمت آرامگاهش تشییع شد.

## آثار
از جمله عناوین عربی آثار وی، مجموعه‌های شعر:
- تلاحم الوجوه والمعاني: ۱۹۷۳
- حين لم يبق سواك: ۱۹۷۵
- أصوات متداخلة: ۱۹۸۱
- قمر بوجه مدينتي: ۱۹۸۵
- صهيل المطر: ۱۹۸۹
- مدارات الغسق: ۱۹۹۲
- مواسم للغناء وجراح الذاكرة: ۱۹۹۴
- الخروج من مرايا العشق والترحال: ۱۹۹۶
- لم يعد الوقت حارسًا: ۲۰۰۰
- على ورقٍ ناضجٍ مختمر: ۲۰۰۵

نمایشنامه:
- برج الزجاج: مجموعه نمایشنامه، ۱۹۷۴
- سور البلالين: ۱۹۷۵
- بيت في العاصفة: ۱۹۸۲
- الصمت والرمال: ۱۹۷۸
- القديسة: ۱۹۸۰
- الخروج من دائرة الضوء الأحمر: ۱۹۸۵
- زهرة الكستبا: ۱۹۹۰
- الزائر الغريب: ۲۰۰۰
- عندما غاب القمر: ۲۰۰۵

رمان:
- الطريق إلى بيرزيت: ۱۹۸۸
- الغيلان: ۱۹۹۴